# Arne Skaug

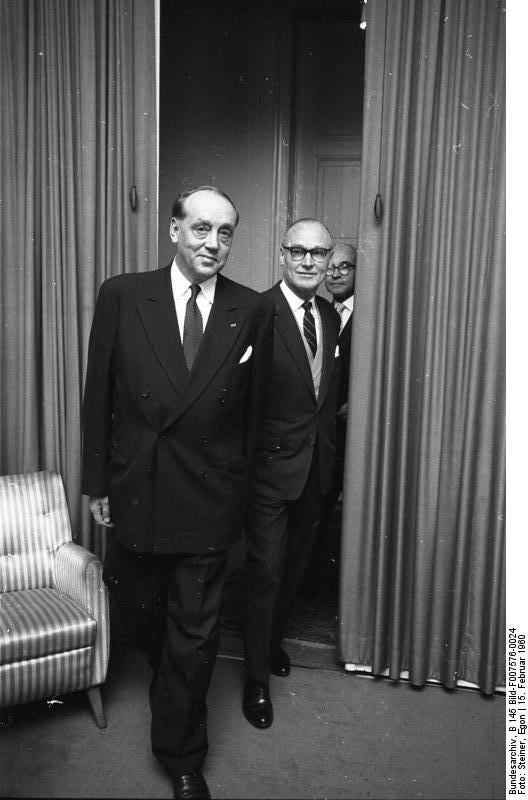
Arne Skaug (15. September 1960)

Arne Skaug (* 6. November 1906 in Horten, Vestfold; † 4. März 1974 in Kopenhagen) war ein norwegischer Sozialökonom, Diplomat und Politiker der Arbeiderpartiet, der unter anderem von 1946 bis 1948 Direktor des Zentralen Statistikbüros (Statistisk sentralbyrå), von 1948 bis 1949 Staatssekretär im Außenministerium und zwischen 1949 und 1955 Botschafter bei der Organisation für europäische wirtschaftliche Zusammenarbeit (OEEC) in Paris sowie zugleich von 1952 bis 1955 auch Botschafter und Ständiger Vertreter bei der NATO war. Danach war er zwischen 1955 und 1962 Minister für Handel und Schifffahrt in der dritten Regierung Gerhardsen. Arne Skaug wurde 1962 Botschafter im Vereinigten Königreich und Irland sowie 1968 Botschafter in Dänemark. Er veröffentlichte 1935 zusammen mit Aase Lionæs Tidens sosialøkonomi.

## Leben

### Studium, Mitarbeiter des Zentralen Statistikbüros und Zweiter Weltkrieg

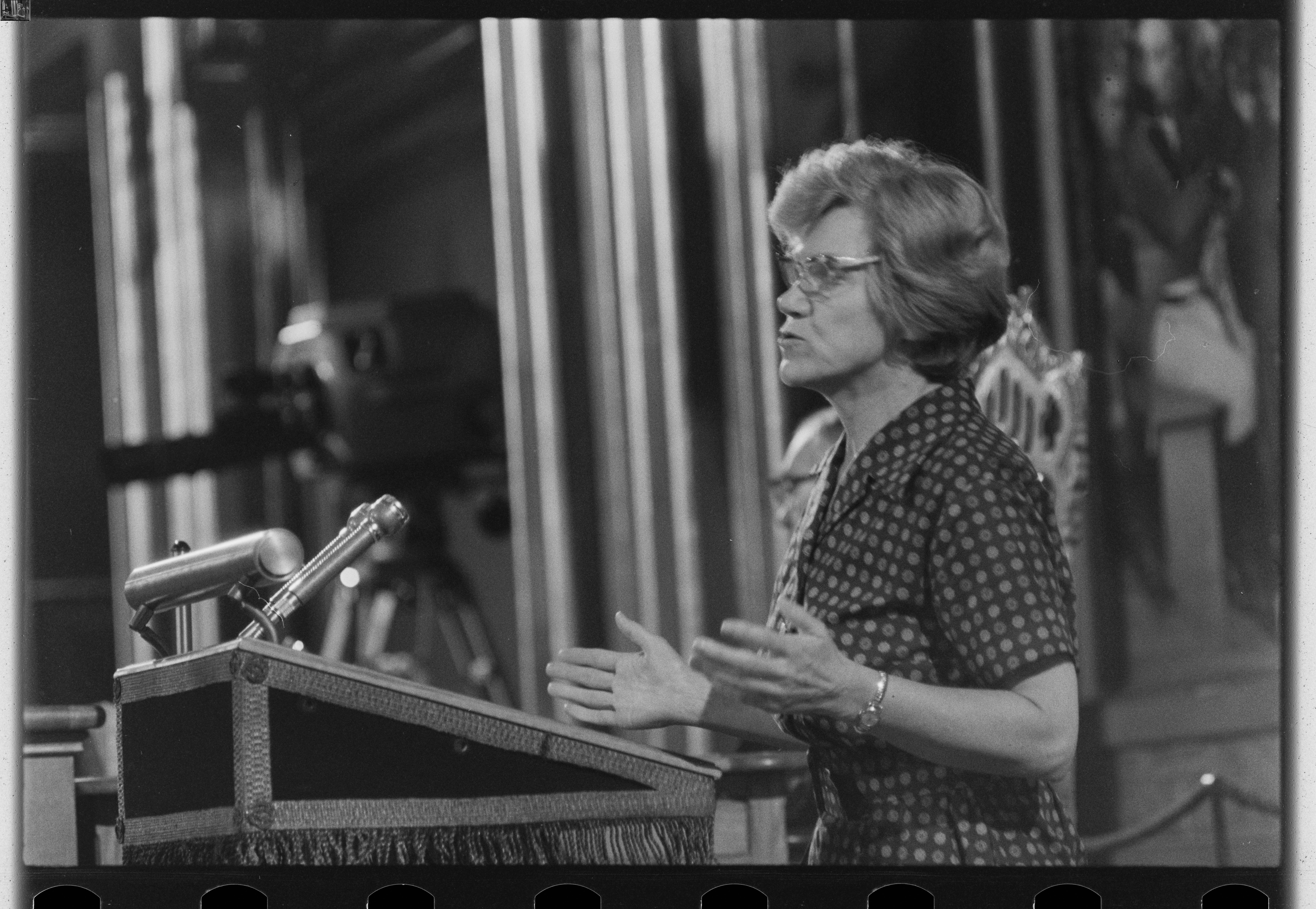
Mit der späteren Storting-Abgeordneten und Vorsitzenden des Norwegischen Nobelkomitees Aase Lionæs veröffentlichte er 1935 Tidens sosialøkonomi.

Arne Skaug, Sohn des Geschäftsführers Johan Anton Skaug (1881–1956) und Jenny Lovise Olsen (1882–1917), wuchs in Horten auf und machte 1925 seinen Abschluss (examen artium) am Horten-Gymnasium. Anschließend ging er auf das Handelsgymnasium Oslo und begann anschließend 1926 ein Studium der Sozialwirtschaft an der Universität Oslo. Sein soziales Engagement und sein Forschungsinteresse äußerten sich früh. Als Student war er Jugendleiter in der Siedlung in Fossveien im Osloer Stadtbezirk Grünerløkka, wo er unter anderem Aase Lionæs traf. Die beiden gehörten auch zu den ersten Studierenden, die am Statistikseminar von Ragnar Frisch teilgenommen haben. Nach seinem Abschluss als Magister in Wirtschaftswissenschaften (Cand.oecon.) im Jahr 1930 nahm er eine berufliche Tätigkeit als Sekretär des Zentralen Statistikbüros SSB (Statistisk sentralbyrå), wo ihm Direktor Gunnar Jahn schon in jungen Jahren wichtige Aufgaben übertrug. Er übernahm 1930 die Leitung der Volkszählung und trug zu sozialpolitischen und wirtschaftlichen Fragen in der Informationsarbeit der Arbeiderpartiet bei. Zusammen mit Aase Lionæs veröffentlichte er 1935 Tidens sosialøkonomi und eine bearbeitete Version von Krisen i befolkningsspørsmålet, Alva und Gunnar Myrdals Buch über die Krise in der Bevölkerungsfrage. Er beteiligte sich aktiv an der anschließenden Bevölkerungsdebatte innerhalb sowie außerhalb der Arbeiterpartei und hielt auch Vorträge an der Universität Oslo.
Skaug absolvierte zwischen 1935 und 1936 ein postgraduales Studium an der London School of Economics (LSE) und leitete nach seiner Rückkehr 1936 für das SSB eine große Firmenzählung. In einem Vortrag auf dem Nordischen Statistikertreffen in Oslo im Jahr 1939 erklärte er, dass die statistischen Aktivitäten von einem unabhängigen Forschungsinstitut durchgeführt werden müssten, um den wirtschaftlichen, sozialen und politischen Entwicklungen der Gesellschaft gerecht zu werden. Dieser Forderung widersprach Jahn jedoch. Daraufhin wurde er 1939 im Hinblick auf eine Universitätslaufbahn Universitätsstipendiat. Gleichzeitig begannen die Kriegsvorbereitungen. Skaug war für kurze Zeit Büroleiter im neu gegründeten Versorgungsministerium (Forsyningsdepartementet), bevor er im Herbst 1939 zu einem lang geplanten Studienaufenthalt in die USA aufbrach. Sein Hauptinteresse galt der internationalen Migration und ihren wirtschaftlichen Ursachen. Er war Doktorand an der University of Wisconsin–Madison, wo er zeitweise auch als Assistenzprofessor lehrte. Ein Manuskript mit den Grundzügen einer Doktorarbeit verschwand offenbar nach dem Angriff auf Pearl Harbor im Dezember 1941 in der Post. In den USA stand er dem späteren Nobelpreisträger Trygve Haavelmo nahe.
Nach seiner Rückkehr trat Arne Skaug in den Dienst der norwegischen Regierung ein. Schon 1941 wollte das Versorgungsministerium, dass Skaug nach London ging, aber er kam erst 1944 dorthin. Ab 1942 leitete er das Staatliche Büro für soziale Sicherheit (Statens Trygdekontor) in New York City und engagierte sich zunehmend in der internationalen Arbeit. Er nahm an der Konferenz in Hot Springs teil, die den Grundstein für die Ernährungs- und Landwirtschaftsorganisation der Vereinten Nationen (FAO) legte, an den UNRRA-Konferenzen 1943 und 1944 und war einer von drei norwegischen Vertretern auf der Bretton-Woods-Konferenz 1944. 1944 wurde er ferner Handelsrat an der Botschaft in den Vereinigten Staaten.

### Direktor des Zentralen Statistikbüros und Staatssekretär im Außenministerium

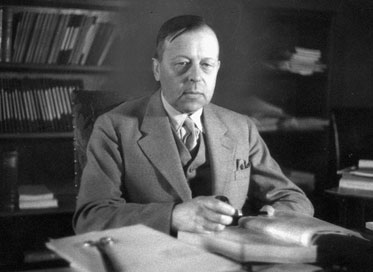
Als Nachfolger von Gunnar Jahn übernahm Arne Skaug zwischen 1946 und 1948 die Position als Direktor des Zentralen Statistikbüros SSB (Statistisk sentralbyrå).

Arne Skaug kehrte Ende Juli 1945 nach Norwegen zurück und wurde Vorsitzender des Koordinierungsrates (Samordningsrådet), wechselte aber Ende Herbst wieder als Handelsrat zur Botschaft in den USA. Als Gunnar Jahn 1946 Leiter der Norges Bank, der Zentralbank Norwegens wurde, übernahm Skaug die Position als Direktor des Zentralen Statistikbüros SSB (Statistisk sentralbyrå). Nach dem Krieg lagen seine Aufgaben in der internen Organisation des Zentralen Statistikbüros, wo es an Büros, qualifizierten Arbeitskräften und Druckkapazitäten mangelte. Er schlug umfangreiche Änderungen und Modernisierungen vor, darunter die Einrichtung eines Nationalen Rechnungsprüfungsamtes (Nasjonalregnskapskontor) und im November 1946 wurde ein umfassender Plan für neue Volkszählungen und Untersuchungen herausgegeben.
Gleichzeitig wurde Skaug häufig für internationale Einsätze genutzt. Er beteiligte sich an den Verhandlungen über eine Internationale Handelsorganisation in Genf 1947 und Havanna 1947/1948 und an der Gründung der UN-Wirtschaftskommission für Europa. Außerdem nahm er 1947 an der ersten Tagung des Marshall-Plans in Paris teil und wurde im folgenden Jahr am 7. Mai 1948 zum Staatssekretär im Außenministerium (Statssekretær, Utenriksdepartementet) ernannt, um die Verhandlungen über den Marshall-Plan abzuschließen. Sein Nachfolger als Direktor des Zentralen Statistikbüros wurde daraufhin Petter Jakob Bjerve. Er hatte das Amt als Staatssekretär im Außenministerium bis zum 1. Februar 1949 inne.

### Botschafter und Minister für Handel und Schifffahrt

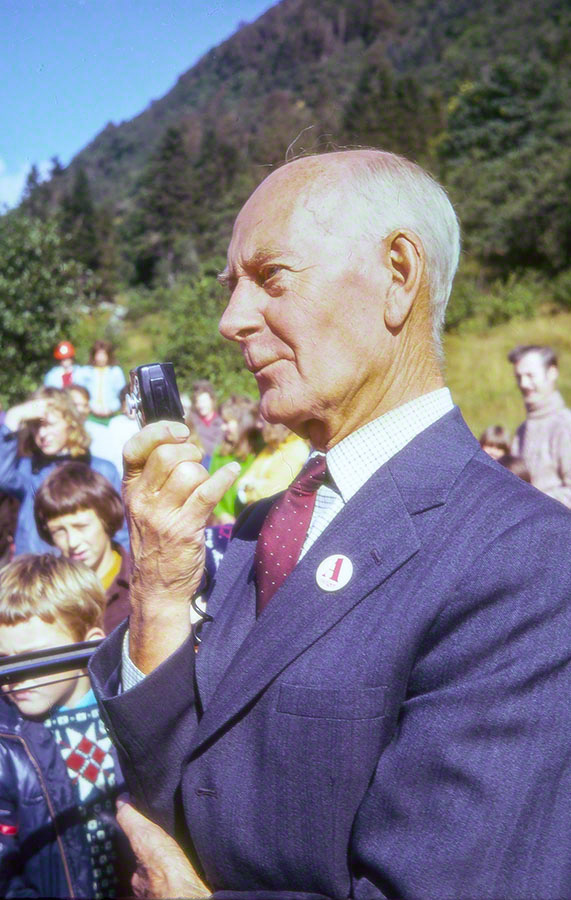
In der dritten Regierung von Ministerpräsident Einar Gerhardsen bekleidete Arne Skaug von 1955 bis 1962 das Amt als Minister für Handel und Schifffahrt.

Nach seinem Ausscheiden aus dem Außenministerium wurde Arne Skaug 1949 als Gesandter und später Botschafter Ständiger Delegierter Norwegens bei der Organisation für europäische wirtschaftliche Zusammenarbeit (OEEC) in Paris und verblieb auf diesem Posten bis 1955. Er war ferner zwischen 1950 und 1955 Leiter der Delegation bei UNISCAN, ein Forum zur Förderung der wirtschaftlichen Zusammenarbeit zwischen dem Vereinigten Königreich und den skandinavischen Ländern. Zugleich fungierte er zwischen 1952 und seiner Ablösung durch Jens Boyesen 1955 in Personalunion auch als erster Ständiger Vertreter bei der NATO.
Am 22. Januar 1955 übernahm Skaug das Amt als Minister für Handel und Schifffahrt (Statsråd, Handels- og skipsfartsdepartementet) in der dritten Regierung Gerhardsen und verblieb in diesem Ministeramt bis zum 13. Januar 1962, woraufhin O. C. Gundersen seine Nachfolge antrat. In dieser Funktion spielte er eine wichtige Rolle bei der Neuordnung der Wirtschaftspolitik. Er war ein starker Befürworter der europäischen und atlantischen Zusammenarbeit und ein wichtiger Akteur bei Verhandlungen und Diskussionen. Er fungierte des Weiteren von 1956 bis 1960 als stellvertretender Vorsitzender der Delegation bei den Vereinten Nationen.
Nach seinem Ausscheiden aus der Regierung wurde Arne Skaug 1962 als Nachfolger von Erik Braadland Botschafter im Vereinigten Königreich und war als solcher bis zu seiner Ablösung durch Paul Gruda Koht 1968 auch als Botschafter in Irland akkreditiert. Im Anschluss wurde er 1968 Botschafter in Dänemark und verblieb auf diesem Posten bis zu seinem Tode am 4. März 1974 in Kopenhagen, woraufhin 1975 abermals Paul Gruda Koht seine Nachfolge antrat. Er hinterließ eine testamentarische Schenkung in Form eines mit Zentralen Statistikbüro verbundenen Forschungsfonds. Für seine langjährigen Verdienste wurde er 1962 Kommandeur des Sankt-Olav-Ordens.
Arne Skaug war zwei Mal verheiratet. Am 7. November 1936 heiratete er in Bærum Randi Bergljot Johansen (1911–1961), Tochter des Verwaltungsinspektors Josef Johansen und Johanne Eleonora Jørgensen. Nachdem diese Ehe 1949 geschieden wurde, heiratete er in zweiter Ehe am 9. Mai 1949 in Paris Ingegerd Gimse, Tochter des Lehrers Jon Gimse und der Lehrerin Ingeborg Hepsø.

## Veröffentlichungen
- Tidens sosialøkonomi, Mitautorin Aase Lionæs, Oslo 1935
- Dør vi ut? Befolkningsspørsmålet og arbeiderbevegelsen, Mitautorin Aase Lionæs, Oslo 1936
- Den handelspolitiske situasjon og bakgrunnen for denne, Bergen 1960
- Noen refleksjoner om norsk utenriksrepresentasjonsarbeide i utlandet for norsk næringsliv, Bergen 1969